# Yōko Matsuoka
Yōko Matsuoka (松岡洋子?, Matsuoka Yōko; Tokyo, 20 ottobre 1954) è una doppiatrice giapponese membro dell'81 Produce.

## Ruoli creati

### Anime
- Belle et Sebastien (Maria)
- Cantiamo insieme (Werner)
- Digimon Tamers (Curly)
- Dokidoki! Pretty Cure (Melan)
- GeGeGe no Kitaro (quarta serie) (Kitarō)
- Getter Robot (Genki Saotome)
- Hikaru no go (Kōsuke Ochi)
- Kindaichi shōnen no jikenbo (Ikuko Futagami)
- Kaleido Star (Jerill Robins)
- Kinnikuman: Kinniku-Sei Ōi Sōdatsuhen (Sayuri Kinniku, Konita)
- L'invincibile Dendoh (Ginga Izumo)
- Nadja (Madre di Zabii)
- One Piece (Albida), Banchina (personaggio)
- PPG Z - Superchicche alla riscossa (Take)
- Shinseiki GPX Cyber Formula (Karl Richter von Randoll)
- Zatch Bell! (Pamūn)
- Sailor Moon Crystal (Queen Metalia)

## Ruoli doppiati
- Star Trek: Voyager (Kathryn Janeway (Kate Mulgrew))